# Башев Олексій Сергійович
Башев Олексій Сергійович — підполковник Збройних Сил України, учасник російсько-української війни, який загинув під час російського вторгнення в Україну.

## Нагороди
- орден «Богдана Хмельницького» III ступеня (посмертно) — за особисту мужність і самовіддані дії, виявлені у захисті державного суверенітету та територіальної цілісності України, вірність військовій присязі[2].